# Ardnave Point

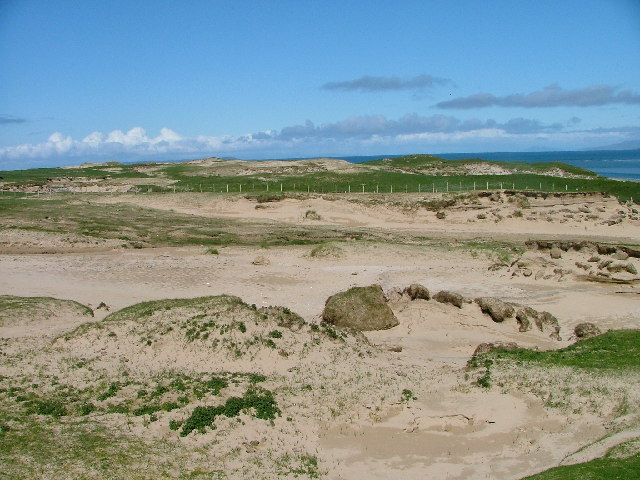
Dünenlandschaft an Ardnave Point

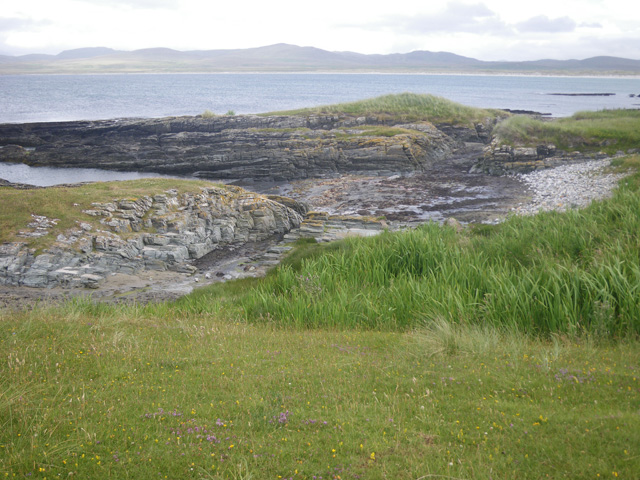
Felsige Küstenlinie

Ardnave Point (schottisch-gälisch Rubha Aird Nèimh oder Àird an Naoimh) ist die Spitze der Halbinsel Ardnave im Nordwesten der Hebrideninsel Islay. Das Kap liegt an der Atlantikküste gegenüber der Insel Nave an der westlichen Einfahrt des Meeresarmes Loch Gruinart. Administrativ gehört es zu der Council Area Argyll and Bute, beziehungsweise zu der historischen Grafschaft Argyllshire.
Das Kap ist zuletzt etwa einen Kilometer breit und besteht aus einer sandigen Dünenlandschaft. Die Küstenlinie selbst ist meist felsig.